# Вапуро
Японська писемність
Ієрогліфи 漢字
Абетка 仮名
- Хіраґана 平仮名
- Катакана 片仮名
- Манйоґана 万葉仮名
- Хентайґана 変体仮名
- Джіндай моджі

Використання
- Фуріґана 振り仮名
- Окуріґана 送り仮名

Латиниця

Українська кирилиця
Вапуро (яп. ワープロローマ字, Ва̄пуро ро̄маджі) — це стиль латинізації японської мови, що був розроблений для введення Японської мови у текстові процесори Ва̄до пуросесса̄ (яп. ワードプロセッサー, часто скорочується до Вапуро) використовуючи розкладку QWERTY.
Існує офіційна назва — ромаджі кана хенкан (яп. ローマ字仮名変換), дослівно «перетворення кани у латинські букви». Один із методів перетворення стандартизовано як JIS X 4063:2000 (метод перетворення латинських літер у кану для японського методу введення); однак у стандарті чітко зазначено, що він призначений як засіб введення, а не як система латинізації. 
Вапуро наразі часто використовується як метод вводу на комп'ютерах загального призначення та в текстових процесорах. Латинізація у стилі Вапуро також часто використовується носіями мови у неформальних ситуаціях та фанатами аніме та Японської культури. Характерною ознакою цього є уникання складних в написанні макронів та циркумфлексів. Також можуть існувати деякі двозначності у написанні. Зустрічаються написання, що не виведуть бажаний символ кани, наприклад, неможливість відрізнити ず (правильне введення "zu") від づ (правильне введення "du") .

## Правописні умовності
На практиці кожен виробник текстових процесорів та методів введення має свою версію Вапуро. Багато способів латинізації Гепберна, Кунрей і Ніхон-сікі є прийнятними, тому обидва si (Кунрей/Ніхон-сікі), і shi (Гепберн) перетворюються на し. Деякі способи, однак, відрізняються від стандартних латинізацій:
- Через труднощі введення діакритичних знаків, таких як макрон чи циркумфлекс за допомогою стандартної клавіатури (а також двозначності ō, які в системі Гепберна можуть позначати комбінації おう чи おお) довгі голосні майже повсюдно вводяться відповідно до їх написання у кані; таким чином, kou для こう і koo для こお.
- Спосіб латинізації Ніхон-сікі переважає над іншими латинізаціями. Таким чином du зазвичай видає づ, а не どぅ.
- Малі символи кани можна вводити, вводячи спочатку x або l, наприклад xa для ぁ, або ltu для っ. Це зазвичай використовується для сучасних комбінацій катакани, таких як ティ, який буде введено texi, thi або t'i . Однак у деяких системах l трактується так само, як r, коли за ним стоїть голосна або "y".
- じゃ, じゅ і じょ також може бути латинізоване як jya, jyu та jyo відповідно. Це відповідає символам кани, але така транслітерація не використовується Ніхон/Кунрей-сікі (zya, zyu, zyo) та системою Гепберна (ja, ju, jo).
- Запис tchi у системі Гепберна для っち може бути відхилено, а замість нього потрібно буде ввести tti .
- Комбінація mma, що використовується в системі Гепберна ймовірно, буде відображено як っま, а не як потрібне んま(nma). Це не є проблемою для оновленої системи Гепберна, яка використовує -nm- замість -mm- .
- Склад n ん можна ввести як nn, n або n' . У той час як у деяких випадках n можна ввести просто як n, в інших випадках необхідно вводити однозначну форму, щоб IME не інтерпретував n як належний до кани зі стовпчика на (な на, に ні, ぬ ну, ね не, の но).
- Фонетичні назви часто можна використовувати для японських друкарських символів, яких немає на стандартних клавіатурах. Наприклад, у деяких методах введення знак ～ можна ввести як nami (хвиля) або kara (від), а трикрапку (...) можна ввести як tenten (крапка крапка).

На відміну від Кунрей-сікі та системи Гепберна, стиль Вапуро базується на однозначному записі кани в латинської абетки. Таким чином, Вапуро не відображає деяких відмінностей, які спостерігаються в розмовній японській мові, але яких немає у письмовій формі, наприклад, різниця між /oː/ (довгий голосний) і /oɯ/ (о+у). Наприклад, у стандартній японській мові комбінація кани おう може вимовлятися двома різними способами: як /oː/ означає «король» (王),  і як /oɯ/ означає «переслідувати» (追う).  Кунрей-сікі і система Гепберна записують їх по-різному як ô і ou, тому що перший є довгим голосним, а другий має о, після якого йде u, що є закінченням дієслова; однак стиль вапуро просто транскрибує кану та передає їх обидва як ou. Подібним чином частки з неправильним написанням wa (は), е (へ) і о (を) потрібно вводити як написано (ha, he та wo відповідно), а не як вимовляється (на відміну від Кунрей-сікі та Гепберна, в яких відбувається транскрипція вимови).

## Дивись також
- Ніхон-сікі
- Кунрей-сікі
- Промислові стандарти Японії